# دیوید بیلیس
دیوید بیلیس (انگلیسی: David Bayliss؛ زادهٔ ۸ ژوئن ۱۹۷۶) بازیکن فوتبال اهل بریتانیا است.
از باشگاه‌هایی که در آن بازی کرده‌است می‌توان به باشگاه فوتبال لوتون تاون، باشگاه فوتبال بارو، باشگاه فوتبال روچدیل، باشگاه فوتبال لانکستر، و باشگاه فوتبال ورکسام اشاره کرد.